# Епархия Абомей

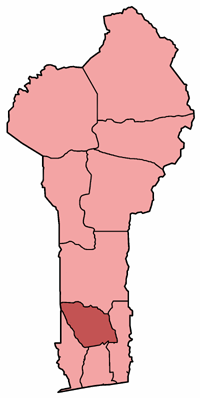
Карта расположения епархии Абомей

Епархия Абомей (лат.  Dioecesis Abomeiensis) — епархия Римско-Католической Церкви с центром в городе Абомей, Бенин. Епархия Абомей входит в архиепархию Котону.

## История
5 апреля 1963 года Римский папа Иоанн XXIII учредил буллой «Christi iussum» епархию Абомей, выделившуюся из архиепархии Котону и епархии Порто-Ново. 10 июня 1995 года епархия Абомей уступила часть своей территории новой епархии Дасса-Зуме.

## Ординарии епархии
- епископ Lucien Monsi-Agboka (5.04.1963 — 25.11.2002)
- епископ René-Marie Ehuzu (25.11.2002 — 3.01.2007)
- епископ Eugène Cyrille Houndékon (20.12. 2007 — по настоящее время)

## Источник
- Annuario Pontificio, Ватикан, 2007
- Булла Christi iussum, AAS 56 (1964), p. 319  (лат.)